# Malgobekskij rajon
Il Malgobekskij rajon (in russo Малгобекский район?) è un municipal'nyj rajon della Repubblica autonoma dell'Inguscezia, in Caucaso. Istituito nel 1991, ha come capoluogo Malgobek, ricopre una superficie di 670 chilometri quadrati e conta circa una popolazione di circa 67.685 abitanti.